# Acontia wallengreni
Acontia wallengreni är en fjärilsart som beskrevs av Aurivillius 1879. Acontia wallengreni ingår i släktet Acontia och familjen nattflyn. Inga underarter finns listade i Catalogue of Life.